# Interférences (revue)
Interférences est une revue française fondée par Antoine Lefébure, Jean-Luc Couron et Philippe Lorrain en décembre 1974 pour impulser et accompagner le mouvement des radios libres et obtenir la fin du monopole d'État sur la bande FM. Elle a cessé de paraître en 1982 avec la suppression de ce monopole par le gouvernement socialiste.

## Historique
Outre Antoine Lefébure, étudiant en histoire, la revue a pour fondateurs Jean-Luc Couron, étudiant en sociologie, et Philippe Lorrain, directeur artistique, éditeur et traducteur. Son sous-titre est « Pour une critique des appareils d'information et de communication ». Son objectif est double : « premièrement le travail est (…) la connaissance, l’analyse et l’explication de ces appareils et leur fonctionnement ; la deuxième tâche est la recherche, la vulgarisation et l’expérimentation des systèmes alternatifs. » Le fondateur principal a obtenu à la Sorbonne un doctorat d'histoire sur Le Monopole des télécommunications en France,.
La revue, qui, selon Lefébure, est produite grâce au travail bénévole de ses animateurs et financée par ses ventes uniquement, ne connaîtra que 12 numéros — une première série de dix de 1974 à 1978 et une deuxième série de deux en 1982 — et mettra la clé sous le paillasson en 1982 avec la suppression du monopole de TéléDiffusion de France sous la présidence de François Mitterrand.
Selon Clémentine Méténier, on peut aujourd'hui juger du poids de la revue en son temps à la pertinence de certains articles et à la signature de sommités telles que Jean Baudrillard. Antoine Lefébure pour sa part mentionne sur son blogue plusieurs collaborations d'auteurs anglophones de science-fiction : William S. Burroughs, Philip K. Dick et Norman Spinrad.

## Appréciations
Quelque quarante ans plus tard, la revue se voit décrite comme « Magazine underground, post-gauchiste, rédigé par des bénévoles, entièrement consacré, chose rare au milieu des années soixante-dix, à l'électronique, à l'informatique, aux ondes de toutes fréquences, aux hackers, au cryptage et à l'espionnage. ». 
Elle est même qualifiée de « mythique revue » par le journaliste du Point, Jean Guisnel.
Annick Cojean et Frank Eskenazi, auteurs du livre FM. La folle histoire des radios libres, présentent la revue comme « lieu de réflexion sur les grands mouvements technologiques que la France des années 1970 est en train de découvrir ».

## Hommage
En 2018, pour leur album en bandes dessinées ravivant la mémoire des radios libres, Jean Puchet et Laurent Galandon ont emprunté son titre à la revue Interférences. Ils rappellent que, pour lancer une radio pirate dans les années 1970, on suivait les modes d'emploi publiés dans la revue.

## Typographie
La revue appliquait les recommandations du Lexique des règles typographiques en usage à l'Imprimerie nationale.